# منطق معنایی
منطق معنایی (Intensional logic) شاخه‌ای است از منطق ریاضی که در ابتدا برای بیان معانی در زبان‌های طبیعی پیشنهاد گردید.

## پیوندهای بیرونی
- منطق معنایی - دائرةالمعارف فلسفهٔ استانفورد